# Бабко, Тихон Федотович
Тихон Федотович Бабко (14 августа 1914, Бандурово, Подольская губерния — 20 ноября 2000, Санкт-Петербург) — старший сержант Рабоче-крестьянской Красной армии, участник Великой Отечественной войны, полный кавалер ордена Славы.

## Биография

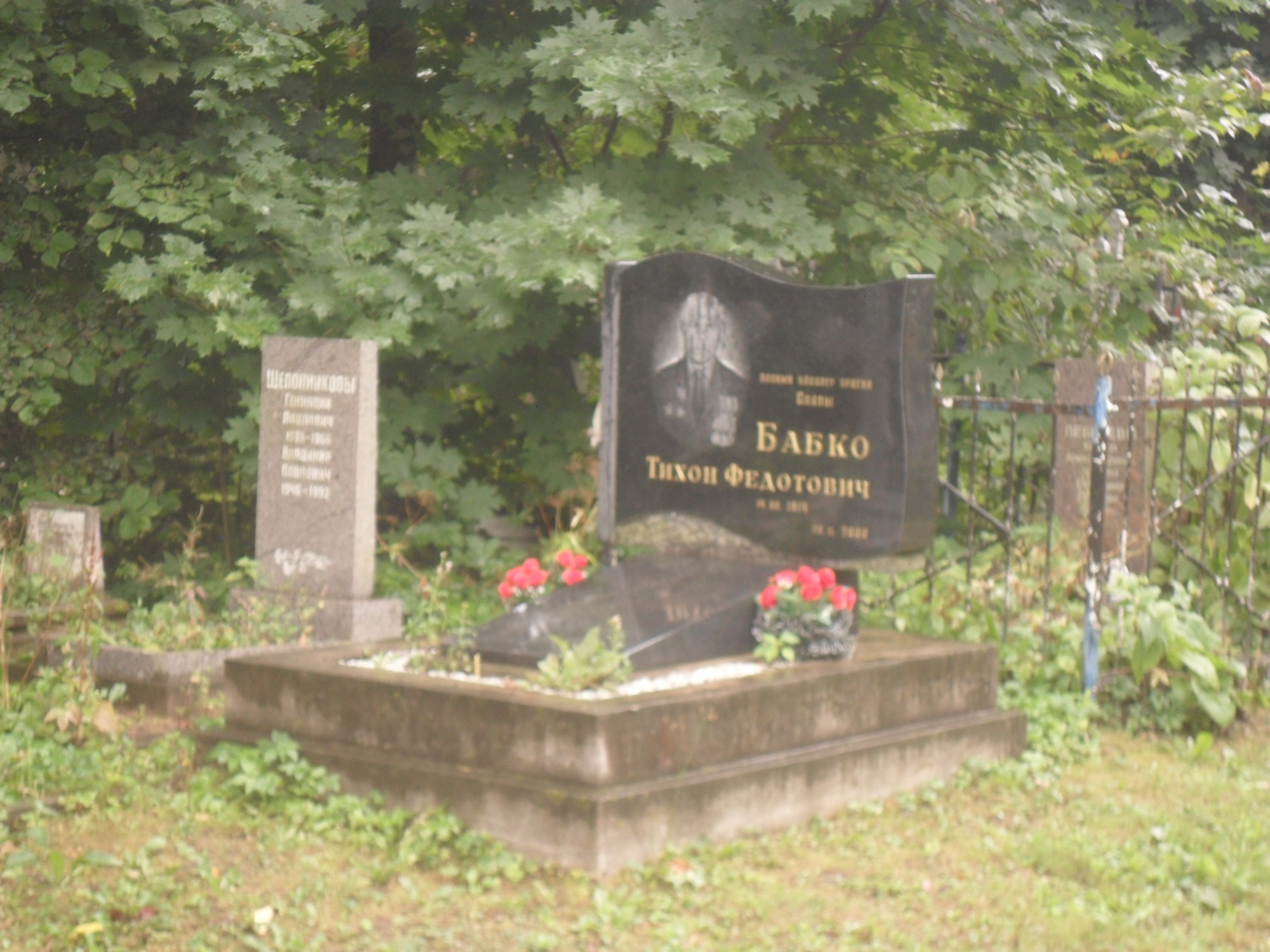
Могила Бабко на кладбище Памяти жертв 9-го января в Санкт-Петербурге.

Тихон Бабко родился 14 августа 1914 года в деревне Бандурово (ныне — в Кировоградской области Украины). Окончил начальную школу. С раннего возраста был вынужден работать. В 1939—1940 годах служил в Рабоче-крестьянской Красной армии. Демобилизовавшись, проживал и работал в Ленинграде. В июле 1941 года Бабко повторно был призван в армию и направлен на фронт Великой Отечественной войны. В боях два раза был ранен.
К февралю 1944 года старший сержант Тихон Бабко командовал отделением 564-го отдельного сапёрного батальона 283-й стрелковой дивизии 3-й армии 2-го Белорусского фронта. 20 февраля 1944 года у деревни Надежда Рогачёвского района Гомельской области Белорусской ССР Бабко лично провёл разведку и нашёл место для переправы через Днепр артиллерии. 22 февраля во главе своего отделения он проделал проходы во вражеских проволочных заграждениях и атаковал противника, лично уничтожив несколько немецких солдат. 29 февраля 1944 года Бабков был награждён орденом Славы 3-й степени.
Ночью 24 июня 1944 года в районе деревни Хомичи-Запольские отделение Бабко успешно проделали проходы в немецких проволочных заграждениях, через которые основные силы пошли в наступление на Бобруйском направлении. 20 июля 1944 года Бабко был награждён орденом Славы 2-й степени.
4 августа 1944 года отделение Бабко успешно построило штурмовой мост через реку Нарев в районе польского населённого пункта Остроленка. В боях на западном берегу Нарева Бабко лично уничтожил огневую точку противника. 9 августа 1944 года он лично обезвредил 97 противотанковых мин.
Указом Президиума Верховного Совета СССР от 24 марта 1945 года за «мужество, отвагу и бесстрашие, проявленные в боях с немецкими захватчиками» старший сержант Тихон Бабко был награждён орденом Славы 1-й степени за номером 464.
После окончания войны Бабко был демобилизован. Проживал и работал в Ленинграде. Умер 20 ноября 2000 года, похоронен на кладбище Памяти жертв 9-го января в Санкт-Петербурге.
Был также награждён орденами Отечественной войны 1-й и 2-й степеней, двумя орденами Красной Звезды и рядом медалей.